# Menhir von Midshiels Farm

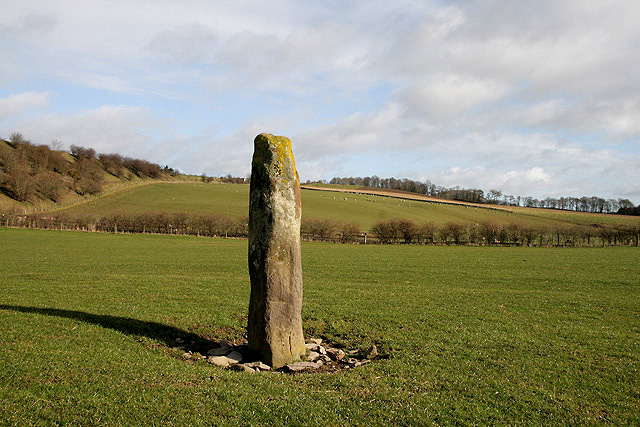
Menhir von Midshiels Farm

Der Menhir von Midshiels Farm steht nördlich der namengebenden Farm, bei Hawick in den Scottish Borders in Schottland im Feld neben der Straße, die zur Farm führt.
Der phallische Menhir (engl. Standing Stone)Stein hat eine Höhe von etwa 2,1 m und an der Basis einen ähnlichen Umfang. Er hat nahezu rechtwinklige Ecken und verjüngt sich zur Spitze leicht. Etwa 90 m südwestlich liegen die Reste eines Cairns (Lage).
Der Stein ist in Größe und Form ähnlich dem Menhir Warrior’s Rest, der auch mit Cairns verbunden wird. Der Stein ist, wie der Glebe Stone ein klassischer Menhir und kein beschrifteter Grabstein wie der Yarrow Stone.